# Heavenly
A Heavenly egy francia power metal együttes. 1994-ben alapította Benjamin Sotto énekes és Max Pilo dobos. Akkoriban még Satan’s Lawyer (=a sátán ügyvédje) néven működtek, de a nevet végül Heavenlyre (=égi) cserélték, és demóalbumukat már ezen a néven jelentették meg, 1998-ban.
A demó három számot tartalmaz, melyről a Riding Through Hell rá is került a 2000-ben megjelent első, Coming from the Sky című lemezükre. Az albumot olyan neves énekesek közreműködésével rögzítették, mint például Kai Hansen (Gamma Ray).
Ezután Anthony Parker gitáros és Laurent Jean basszusgitáros elhagyta az együttest; helyükre Frederic Leclercq gitáros, valamint Pierre-Emmanuel Pellison basszer érkezett. Az új felállásban vettek részt a Stratovarius „Infinite” turnékörútján, valamint rögzítették második nagylemezüket a Sign of the Winnert. A lemez mind a hallgatók, mind a kritikusok körében sikert aratott. A Heavenly 2001-ben elnyerte a „Best French Band – Hard Rock Magazine” díjat.
A koncertezések befejeztével stúdióba vonultak, és 2004-ben megszületett harmadik albumuk, Dust to Dust címmel. Az együttes mostanáig egyetlen konceptalbuma. Egy vámpír életét kíséri végig három felvonáson keresztül. Ekkorra már szerves részét képezte az együttesnek Charley Corbiaux gitáros, viszont távozott az alapító tag Max Pilo, majd Pierre-Emmanuel Pellison és Frédéric Leclercq is - aki azóta a DragonForce-ban zenél. Helyüket hamarosan Thomas Das Neves dobos, Matthieu Plana basszusgitáros és Olivier Lapauze gitáros töltötte be; és természetesen a stúdióalbumokon Benjamin Sotto maradt a billentyűs. Az új felállásban rögzítették negyedik albumukat, a Virus-t, ami 2006 második felében jelent meg. Hangulatban a Dust to Dust-vonalat viszi tovább.
2007-es koncertjeik és fesztiválokon való részvételeik kapcsán olyan legendákkal és nagy nevekkel szerepeltek, mint a Scorpions, Dream Theater, Manowar, Gamma Ray.

## Zenészek
- Benjamin Sotto (Ének, billentyű)
- Pierre-Emmanuel "Piwee" Desfray (Dobok)
- Charley Corbiaux (Gitár)
- Olivier Lapauze (Gitár)
- Matthieu Plana (Basszusgitár)

## Diszkográfia
- Coming from the Sky (2000)
- Sign of the Winner (2001)
- Dust to Dust (2004)
- Virus (2006)
- Carpe Diem (2009)

## Díjak
- Best French Band – Hard Rock Magazine (2001)

## Külső hivatkozások
- https://web.archive.org/web/20080504181703/http://www.heavenly.fr/
- https://web.archive.org/web/20071211041133/http://heavenly-fanclub.info/